# 이정형
이정형(1977년 2월 21일 ~ )은 대한민국의 수영 선수이다. 1996년 하계 올림픽에서 남자 200m 접영 대회에 출전했다.